# Muscolo zigomatico minore
Nell'anatomia umana il  muscolo zigomatico minore  (o piccolo) è un muscolo del volto, vi è un altro muscolo simile detto zigomatico maggiore.

## Anatomia
È uno dei muscoli adibiti alle espressioni del volto, viene innervato dal nervo faciale. Si tratta di una piccola fascia che parte dall'osso zigomatico.

## Galleria d'immagini

Muscolo zigomatico minore (mostrato in rosso).